# Santiago, Lolotla
Santiago är en ort i Mexiko.   Den ligger i kommunen Lolotla och delstaten Hidalgo, i den sydöstra delen av landet, 160 km norr om huvudstaden Mexico City. Santiago ligger 1 402 meter över havet och antalet invånare är 145.
Terrängen runt Santiago är huvudsakligen kuperad, men västerut är den bergig. Runt Santiago är det ganska tätbefolkat, med 58 invånare per kvadratkilometer. Närmaste större samhälle är Lototla, 1,1 km öster om Santiago. Omgivningarna runt Santiago är en mosaik av jordbruksmark och naturlig växtlighet.